# John Daniel Runkle
John Daniel Runkle (1822 - 1902) là một nhà giáo dục và nhà toán học Hoa Kỳ. Ông giữ chức quyền chủ tịch viện MIT từ năm 1868 đến năm 1870 và chức chủ tịch từ năm 1870 đến năm 1878.
Runkle sinh ra tại Root, New York. Ông tốt nghiệp năm 1851 từ Trường Khoa học Lawrence thuộc Đại học Harvard rồi làm giáo sư toán học tại Viện công nghệ Massachusetts từ năm 1865 cho đến khi nghỉ hưu năm 1902. Chương trình đào tạo hằng năm ở viện được ông đóng góp rất lớn. Ông thành lập tờ báo Mathematical Monthly năm 1859 và được xuất bản cho tới năm 1861.
Các tác phẩm xuất bản: 
- New Tables for Determining the Values of Coefficients in the Perturbative Function of Planetary Motion (1856)
- The Manual Element in Education (1882), in lại từ các bản báo cáo của Ban giáo dục Viện Massachusetts
- Report on Industrial Education (1883)
- Elements of Plane and Solid Analytic Geometry (1888)

Ở thị trấn Brookline, Massachusetts, Runkle là chủ tịch của Ủy ban giáo dục và bảo trợ việc giảng dạy toán học và kỹ thuật. Một tiểu học tọa lạc tại số 50 Druce Street được xây dưng và đặt theo tên ông vào năm 1897.